# Сиро Дельґадо
Сиро Дельґадо (порт. Cyro Delgado; нар. 11 травня 1961, Уніао-да-Віторія) — бразильський плавець, олімпійський медаліст.

## Виступи на Олімпіадах
| Олімпіада         | Дисципліна                            | Місце     |
| ----------------- | ------------------------------------- | --------- |
| Москва 1980       | плавання на 100 метрів вільним стилем | 6 h4 r1/3 |
| Москва 1980       | плавання на 200 метрів вільним стилем | 5 h4 r1/2 |
| Москва 1980       | естафета 4 × 200 вільним стилем       | 3         |
| Москва 1980       | комплексна естафета 4 × 100           | 6 h2 r1/2 |
| Лос-Анджелес 1984 | плавання на 100 метрів вільним стилем | 18        |
| Лос-Анджелес 1984 | плавання на 200 метрів вільним стилем | 21        |
| Лос-Анджелес 1984 | естафета 4 × 100 вільним стилем       | 10        |
| Лос-Анджелес 1984 | естафета 4 × 200 вільним стилем       | 9         |
| Лос-Анджелес 1984 | комплексна естафета 4 × 100           | 12        |